# 천정희 (프로게이머)
천정희 (1985년 11월 14일 ~ )는 대한민국의 전직 워크래프트 III 프로게이머이다. 프로게임단 지도자로도 활동했다.

## 지도자 생활
2013년 프라임의 코치로 부임했다.
2014년 9월, 진에어 그린윙스의 코치로 부임했다.
2017년 5월, 영 글로리의 코치로 부임했다.
2018시즌을 앞두고 콩두 몬스터의 코치로 부임했다.
2019시즌을 앞두고 플래시 울브즈의 감독으로 부임했다.
2020시즌을 앞두고 진에어 그린윙스의 코치로 부임했다. 2020년 2월, 건강상의 이유로 코치직에서 물러났다.
2020년 7월, 후쿠오카 소프트뱅크 호크스 게이밍의 코치로 부임했다. 2021시즌을 앞두고 팀의 감독으로 승격되었다.

## 수상 경력

### 워크래프트 III
개인전
- 2003 제주국제게임페스티벌 워크래프트 3 우승[5][6]
- 2003 손오공배 MBC 게임 프라임리그 2 준우승
- 2004 다음게임배 MBC 게임 프라임리그 4 4강
- WEG 2005 워크래프트 3 우승[7]
- 2006 블리자드 월드와이드 인비테이셔널 워크래프트 3 우승[8]

단체전
- 2004 MBC무비스배 MBC 게임 워크래프트 III 클랜팀배틀 3 준우승 (SAINT 클랜)
- 2004 hello apm WEG 우승 (SK)